# Ivel Z3
Ivel Z3 je ime za hrvatsko računalo koje je proizvodila tvrtka Ivasim elektronika iz Ivanić-Grada, idejni začetnik ovoga računala bio je Branimir Makanec, a glavni konstruktor Zorislav Šojat. Računalo Ivel Z3 je bilo primjenjivo i sukladno tj. spojivo (kompatibilno) s računalom Apple II, s mnogim poboljšanjima (brži BASIC interpretator, poboljšani radni sustav), tri mikroprocesora: MOS 6502 i Zilog Z80, te MOS 6502 u tipkovnici. Mikroprocesor Zilog Z80 rabio se za CP/M radni sustav, što je omogućavalo pristup mnogim poslovnim, znanstvenim, i razvojnim programima. Zbog ovoga je Ivel Z3 bio popularan u školstvu, znatno suvremeniji od računala Ivel Ultra. Ivel Z3 se također isporučivao i s dodatkom vanjskoga tvrdoga diska (5 - 20 Mb), te s dodatnom procesorskom pločicom s 32/16 bitnim mikroprocesorom Motorola 68000 i samostalnom memorijom. To je omogućavalo uporabu UCSD PASCAL radnoga sustava i obradu veoma zahtjevnih zadataka. Veća količina kompjutora Ivel Z3 prodana je tadašnjoj Jugoslavenskoj narodnoj armiji (JNA), a nalazio se i u mnogim znanstvenim i razvojnim institutima u bivšoj Jugoslaviji.

## Tehnički podaci
- Mikroprocesori:
  - MOS 6502, takt 2,00 MHz
  - Zilog Z80
  - MOS 6502, takt 1,00 MHz u tastaturi.
  - Opcija: Motorola 68000 s memorijom na dodatnoj procesorskoj pločici, radni sustav: UCSD Pascal.
- RAM: 128 Kb (132 ukupno)
- ROM: 26 Kb (BASIC i sistemski monitor), četiri znakovna skupa: engleski, hrvatski (latinica), srpski ćirilica, i Apple set
- Grafika: 80x24/128x24 (16 boja),  280x192 (6 boja)
- Ugrađeni monokromatski zaslon, izlaz za zaslon u boji i TV izlaz
- Tekst: 80x24
- Zvuk: softverski kroz ugrađeni zvučnik, 1 kanal, bolje kroz kartice za proširenje
- Ulazno/izlazne jedinice:
  - Tipkovnica: QWERTZ s brojčanim dijelom, 106 tipki
  - 2 x disketne jedinice od 5 1/2"
  - 7 utora za proširenje kompatibilno s Apple II sabirnicom
- Radni sustavi: 
  - IDOS kompatibilan s Appleovim DOS 3.3
  - PRODOS
  - CP/M
  - UCSD PASCAL (uz opciju MC68000)